# Maryke Ciaramidaro
Maryke Ciaramidaro (* 24. Dezember 1981 in Philipsburg) ist eine ehemalige kanadisch-italienische Biathletin.
Maryke Ciaramidaro debütierte für Kanada startend ohne nennenswerte Ergebnisse auf internationaler Ebene bei den Juniorenweltmeisterschaften 1998 in Jericho. Zwischen 1998 und 2005 wurde Ciaramidaro immer wieder in Europa- und Weltcup eingesetzt. Ihr Weltcupdebüt gab sie 2001 in Antholz als 54. im Sprint und 14. in der Staffel. In Haute-Maurienne wurde sie bei den Junioreneuropameisterschaften des Jahres Sprintfünfte. Zum Abschluss der Saison wurde sie Sprint-16. bei den Militärweltmeisterschaften und Verfolgungs-Neunte bei den Juniorenweltmeisterschaften in Chanty-Mansijsk.
Im Sommer 2003 gewann Ciaramidaro nach ihrem Wechsel ins italienische Team mit Katja Haller, Dominique Vallet und Romina Demetz die Staffel-Bronzemedaille bei den Weltmeisterschaften von Forni Avoltri im Sommerbiathlon. In Kontiolahti lief sie zusammen mit Michela Ponza, Nathalie und Saskia Santer während der folgenden Saison im Weltcup auf den vierten Platz mit der Staffel, 2004 folgte in Ruhpolding in derselben Besetzung ein fünfter Rang. Höhepunkt in Ciaramidaros Karriere wurden die Biathlon-Weltmeisterschaften 2004 in Oberhof. Im Sprint wurde sie 54. und qualifizierte sich damit für die Verfolgung, in der sie 58. wurde. Mit der Staffel kam die Italienerin auf den 12. Rang. Ihr letztes internationales Rennen bestritt sie 2005.

## Biathlon-Weltcup-Platzierungen
Die Tabelle zeigt alle Platzierungen (je nach Austragungsjahr einschließlich Olympische Spiele und Weltmeisterschaften).
- 1.–3. Platz: Anzahl der Podiumsplatzierungen
- Top 10: Anzahl der Platzierungen unter den ersten zehn (einschließlich Podium)
- Punkteränge: Anzahl der Platzierungen innerhalb der Punkteränge (einschließlich Podium und Top 10)
- Starts: Anzahl gelaufener Rennen in der jeweiligen Disziplin

| Platzierung | Einzel | Sprint | Verfolgung | Massenstart | Staffel | Gesamt |
| ----------- | ------ | ------ | ---------- | ----------- | ------- | ------ |
| 1. Platz    |        |        |            |             |         |        |
| 2. Platz    |        |        |            |             |         |        |
| 3. Platz    |        |        |            |             |         |        |
| Top 10      |        |        |            |             | 3       | 3      |
| Punkteränge |        |        |            |             | 6       | 6      |
| Starts      | 5      | 11     | 5          |             | 6       | 27     |

## Weblink
- Maryke Ciaramidaro in der Datenbank der IBU (englisch)

| Personendaten    | Personendaten           |
| ---------------- | ----------------------- |
| NAME             | Ciaramidaro, Maryke     |
| KURZBESCHREIBUNG | italienische Biathletin |
| GEBURTSDATUM     | 24. Dezember 1981       |
| GEBURTSORT       | Philipsburg             |